# Itame berytaria
Itame berytaria là một loài bướm đêm trong họ Geometridae.